# Indre Tasta
Indre Tasta est un quartier (delområde), situé dans l'arrondissement de Tasta, dans la ville de Stavanger, en Norvège. Sa population est de 4 833 habitants (données de 2005), et son aire est de 1,62 km2. L'autre quartier de cet arrondissement se nomme Ytre Tasta.